# 30 frimaire
30 brumaire 30 nivôse
Le décadi 30 frimaire, officiellement dénommé jour de la pelle, est le 90e jour de l'année du calendrier républicain.
C'était généralement le 20e jour du mois de décembre dans le calendrier grégorien.